# Я думаю закінчити це все
Я думаю закінчити це все  (англ. I'm Thinking of Ending Things) — драматичний фільм, який вийшов у певних кінотеатрах 28 серпня 2020 року та на Netflix 4 вересня 2020 року. Сценарист та режисер Чарлі Кауфман. Сюжет заснований на однойменному романі Ієна Рейда.

## У ролях
- Джессі Баклі — молода жінка
- Джессі Племенс — Джейк
- Тоні Коллетт — Сюзі
- Девід Тьюліс — Дін
- Хедлі Робінсон — Лорі
- Еббі Квінн — студентка

## Виробництво
У січні 2018 року було оголошено, що Чарлі Кауфман адаптував роман для Netflix, а також режисуру. У грудні Брі Ларсон та Джессі Племенс були відібрані у фільм. У березні 2019 року до складу фільму приєдналися Джессі Баклі, Тоні Коллетт і Девід Тьюліс, а Баклі замінила Ларсон.
Основні зйомки розпочалася 13 березня 2019 року в Фішкіллі, Нью-Йорк, і були завершені 29 квітня 2019 року.  Станом на 7 листопада 2019 року фільм знаходиться в постпродукції,  Netflix повідомив, що його очікують до виходу в першому кварталі 2020 року.